# 牛伝染性リンパ腫
牛白血病（うしはっけつびょう、英:bovine leukemia）とは牛白血病ウイルス感染を原因とする地方病性牛白血病（EBL）と病原微生物が不明な散発性牛白血病（SBL）の総称。
日本では家畜伝染病予防法の届出伝染病に指定されており、対象動物は牛、水牛。なお、日本獣医学会の提言で法令上の名称が「牛白血病」から「牛伝染性リンパ腫」に変更された。

## 特徴
牛白血病ウイルスはレトロウイルス科デルタレトロウイルス属に属するRNAウイルスであり、牛のBリンパ球に感染し、感染した牛は持続感染して、感染源となる。地方病性牛白血病ウイルスは節足動物による機械的伝播、垂直伝播、血液を介する伝播を引き起こす。地方病性牛白血病は大部分は無症状であるが、一部では数年の潜伏期の後に元気消失、食欲不振、下痢、便秘などの症状を示し、数週間で死に至る。散発性牛白血病は子牛型、胸腺型、皮膚型に分類され、子牛型はリンパ節の腫大、胸腺型は胸腺の著しい腫脹、皮膚型は発疹、丘疹を形成する。治療は行われない。日本ではと畜場において牛白血病と診断された場合には全部廃棄処分となる。
|        | 分類           | 原因             | 発症時期                     | 症状                                                              |
| ------ | -------------- | ---------------- | ---------------------------- | ----------------------------------------------------------------- |
| 伝染性 | 地方病性白血病 | 牛白血病ウイルス | 3歳以上（5~8歳で好発）       | リンパ節腫脹、眼球突出、全身性の肉腫病巣、Bリンパ球によるリンパ腫 |
| 散発性 | 子牛型         | 不明             | 2歳未満（6か月齢未満で好発） | 全身リンパ節の腫大、Bリンパ球、Tリンパ球由来の2種                 |
| 散発性 | 胸腺型         | 不明             | 6か月齢以上2歳未満で好発     | T細胞系の胸腺の腫脹                                               |
| 散発性 | 皮膚型         | 不明             | 2~4歳で好発                  | 体表の腫瘍性結節                                                  |